# Pierre Camus (Musiker)
Pierre Camus (* 1885; † 1948) war Flötist, Komponist, Lehrer, Dirigent.

## Leben
Pierre Camus absolvierte seine musikalischen Studien unter anderem bei Philippe Gaubert, Paul Taffanel (Flöte) und bei Gabriel Fauré. Dies mit so großem Erfolg, dass er für den Concour de Rome (1911–1912) ausgewählt wurde. Er war Flötist (u. a. Concerts Colonne), Lehrer, Dirigent und Komponist. Von 1921 bis 1948 war er Direktor des Conservatoire in Amiens. Sein Kompositionsstil ist fest in der französischen Tradition zu Beginn des 20. Jahrhunderts verankert und zeugt von einer großen Poesie und einer warmen Lyrik.

## Werke
- Douze études pour flûte
- Chanson et Badinerie pour flûte et piano
- Impressions d’exil
- Requiem